# Scotts Mills
Scotts Mills est une ville américaine située dans l'État de l'Oregon et dans le Comté de Marion.

## Démographie
Au recensement de 2010, sa population était de 357 hab dont 131 ménages et 93 familles résidentes. La densité de population était de 382,9 hab/km2
La répartition ethnique était de 97,5 % d'Euro-Américains et 2,5 % d'autres races.
En 2000, le revenu moyen par habitant était de 15 033 dollars avec 10,7 % vivant sous le seuil de pauvreté.

## Source
- (en) Cet article est partiellement ou en totalité issu de l’article de Wikipédia en anglais intitulé « Scotts Mills, Oregon » (voir la liste des auteurs).